# Charlie Straight

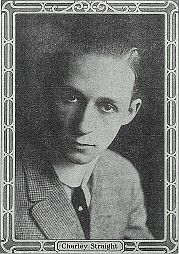
Charlie Straight

Charlie Straight, auch in der Namensvariante Charley Straight (* 6. Januar 1891 in Chicago, Cook County, Illinois, Vereinigte Staaten; † 21. September 1940 ebenda), war ein US-amerikanischer Trompeter und Pianist Bigband-Leader im Bereich des Chicago-Jazz und der populären Tanzmusik.
Charlie Straight gründete 1917 in Chicago eine Territory Band, die Ende der 1920er Jahre ein Engagement in Rainbow Gardens in Chicago hatte und sonst ausschließlich im Mittleren Westen spielte; sie gehörte (neben den Bands von Isham Jones, Bennie Krueger und Ted Weems sowie den Coon-Sanders Nighthawks) zu den ersten Bands, die bei der neu gegründeten Music Corporation of America (MCA) unter Vertrag genommen wurden. Ihre Auftritte wurden über Radiosender übertragen; Schallplatten erschienen bei Brunswick und Paramount Records. Zu den Erfolgstiteln des Charlie Straight Orchestra gehörten Henpecked Blues, Sweet Henry From Tennessee (beide 1923) und Minor Gaff (1928).
Straight beanspruchte für sich, der Urheber späterer Erfolgstitel von Kay Kyser und Sammy Kaye gewesen zu sein; auch sei er derjenige gewesen, der die Bezeichnung Swing erfunden habe, die dann in den 1930er Jahren populär wurde.
In Erinnerung bleibt Straight wohl vor allem dadurch, dass 1925 Bix Beiderbecke vier Wochen lang seinem Orchester angehörte; er wurde gefeuert, da er außerstande war, die Arrangements zu lesen. Auch Frank Teschemacher spielte in seinem Orchester, in dem selten mehr als zehn Musiker spielten; sie zählte zu den besten Tanzbands seiner Zeit. Ein weiteres Mitglied war Danny Alvin. Obwohl der Höhepunkt seines Erfolges die 1920er Jahre waren, blieb er bis Ende der 1930er Jahre als Bandleader aktiv. Er starb im September 1940, als er in den Straßen von Chicago von einem Auto erfasst wurde. Er schrieb den Song Mocking Bird Rag.